# Șcerbînivka, Putîvl
Șcerbînivka (în ucraineană Щербинівка) este un sat în comuna Volokîtîne din raionul Putîvl, regiunea Sumî, Ucraina.

## Demografie
Componența lingvistică a localității Șcerbînivka
     Ucraineană (92,45%)
     Rusă (6,92%)
Conform recensământului din 2001, majoritatea populației localității Șcerbînivka era vorbitoare de ucraineană (92,45%), existând în minoritate și vorbitori de rusă (6,92%).